# Saint-Martin-le-Vieux
Saint-Martin-le-Vieux (okzitanisch: Sent Martin lu Viélh) ist eine französische Gemeinde mit 878 Einwohnern (Stand: 1. Januar 2022) im Département Haute-Vienne in der Region Nouvelle-Aquitaine. Saint-Martin-le-Vieux gehört zum Arrondissement Limoges und ist Teil des Kantons Aixe-sur-Vienne. Die Einwohner werden Saintmartinois genannt.

## Geografie
Saint-Martin-le-Vieux liegt etwa 19 Kilometer südwestlich von Limoges. Das Gemeindegebiet wird vom Fluss Aixette und seinem Zufluss Arthonnet durchquert. Umgeben wird Saint-Martin-le-Vieux von den Nachbargemeinden Séreilhac im Norden und Westen, Aixe-sur-Vienne im Norden und Nordosten, Beynac im Osten und Nordosten, Burgnac im Osten und Südosten, Lavignac im Süden sowie Flavignac im Westen und Südwesten.
Die Gemeinde liegt an der Via Lemovicensis, einem der vier historischen „Wege der Jakobspilger in Frankreich“.

## Bevölkerungsentwicklung
| Jahr                      | 1936 | 1954 | 1962 | 1968 | 1975 | 1982 | 1990 | 1999 | 2006 | 2012 |
| Einwohner                 | 578  | 527  | 478  | 429  | 383  | 605  | 719  | 759  | 803  | 908  |
| Quelle: Cassini und INSEE |      |      |      |      |      |      |      |      |      |      |

## Sehenswürdigkeiten

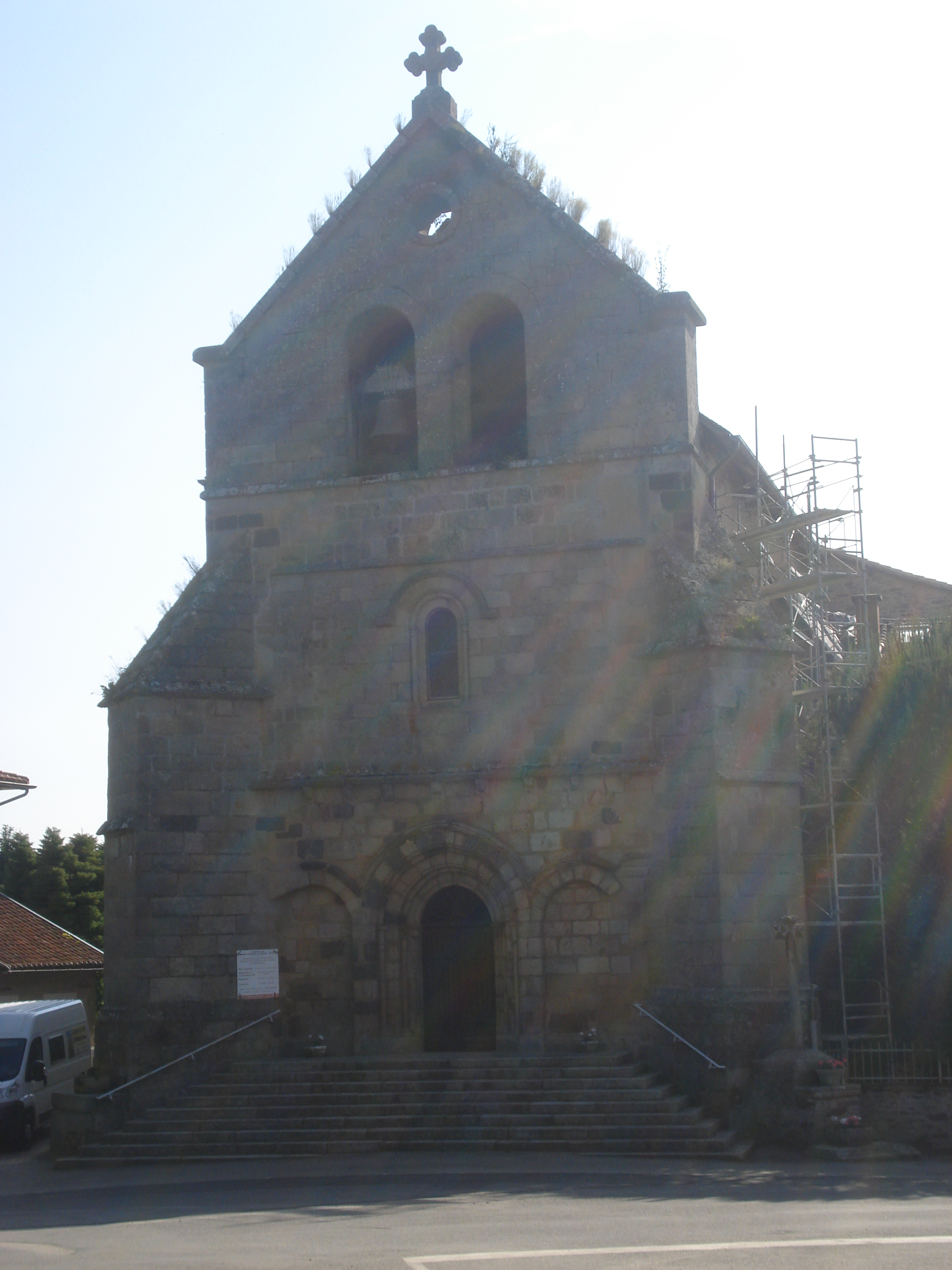
Kirche Saint-Martin
- Schloss Leymarie aus dem ersten Viertel des 19. Jahrhunderts, Monument historique seit 1988
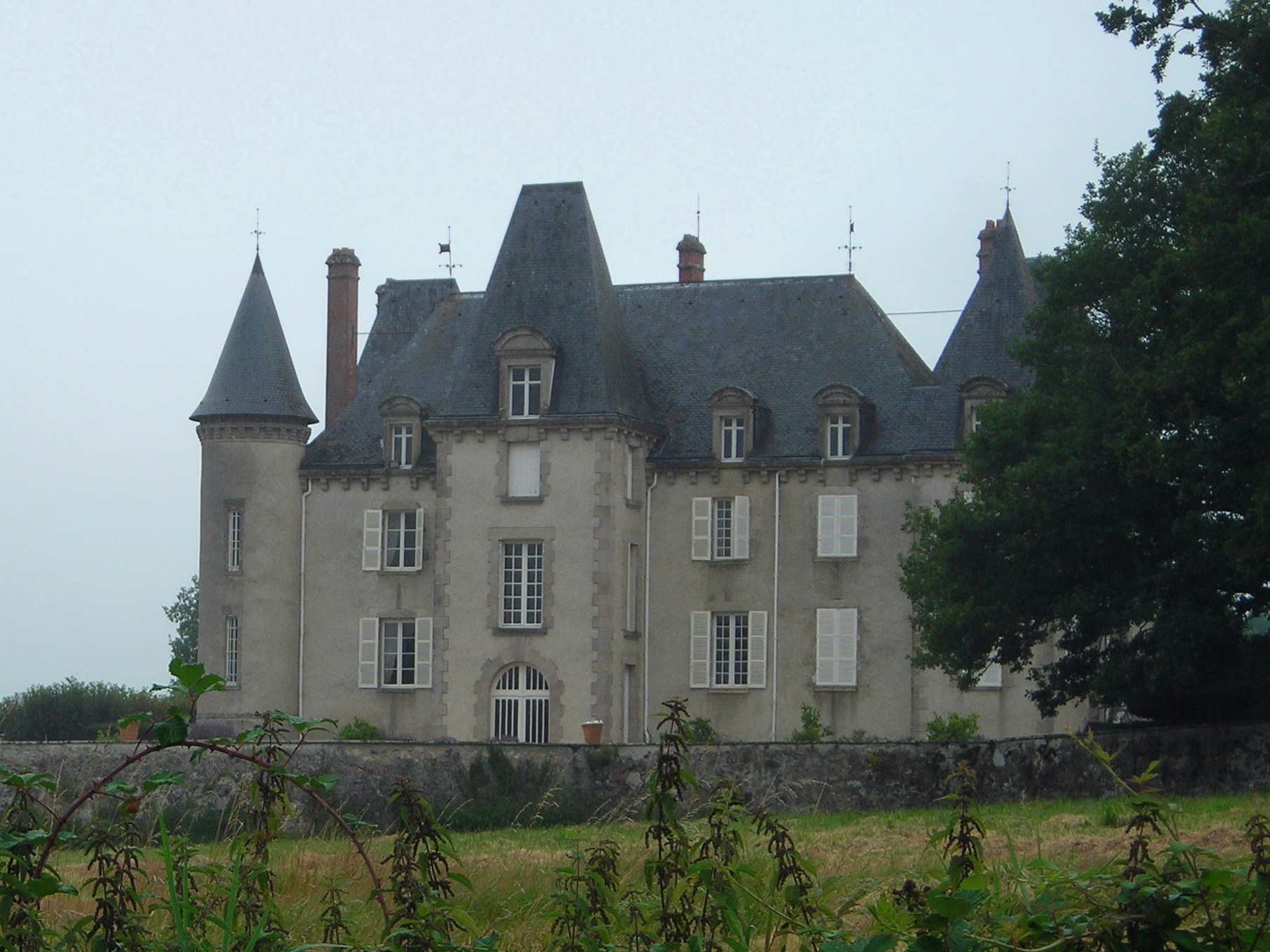
Schloss La Judie

- Kirche Saint-Martin
- Schloss La Judie